# Теофіль Омоль
Жан Теофіль Омоль (19 грудня 1848, Париж — 13 червня 1925, Париж) — французький археолог і філолог-класик.

## Біографія
З 1869 року він навчався у Вищій нормальній школі в Парижі, отримавши акредитацію з історії в 1874 році. Потім він став членом Французької школи в Афінах, де керував дуже успішними розкопками на Делосі (з 1877 року).  Протягом кількох років він викладав давньогрецьку та латинську мови в Університеті Нансі, а в 1884 році став професором-замінником Поля Фукара в Колеж де Франс. 

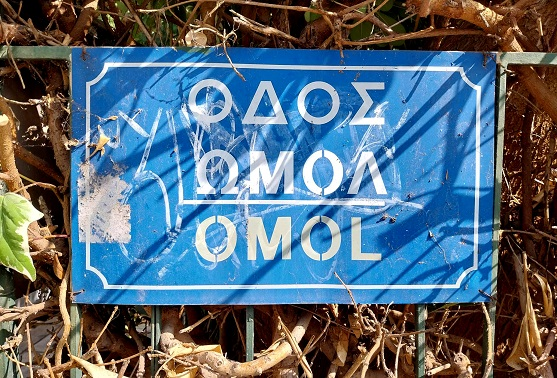
«Вулиця Омоля» в Афінах, названа на честь Теофіля Омоля.

З 1891 по 1903 рік він обіймав посаду директора Французької школи в Афінах, протягом якого керував важливими розкопками в Дельфах.  З 1904 по 1911 рік він був директором національних музеїв (Лувр), але був змушений залишити цю посаду через крадіжку «Мони Лізи» у серпні 1911 року. Після короткого перебування в Афінах він повернувся до Парижа, де з 1913 по 1923 рік був директором Національної бібліотеки Франції (Bibliothèque nationale de France). 

## Вибрані праці
- "Statues trouvées à Délos". Bulletin de Correspondance Hellénique, 3 (1879), p. 99-110.
- "Comptes des hiéropes d'Apollon Délien", Bulletin de correspondance hellénique, 6 (1882), p. 1-167.
- "Les Romains à Délos", Bulletin de correspondance hellénique 8 (1884), p. 75-158.
- Les Archives de l'intendance sacrée à Délos (315-166 avant J.-C.). Paris: E. Thorin, 1887.
- "Comptes et Inventaires des temples déliens en l'année 279", Bulletin de correspondance hellénique 14, 1890, p. 389-511; 15, 1891, p. 113-168.
- Ab Urbe Condita Libri XXIII-XXV et XXVI-XXX. (edition of Livy, 2nd edition) with notes, commentary, index, maps and plans, with Othon Riemann.  Paris: Hachette, 1891, 2 volumes.
- "Topographie de Delphes", Bulletin de correspondance hellénique 21 (1897), p. 256-320.
- "L'Aurige de Delphes". Monuments et Mémoires de la fondation Eugène Piot 4, 2, 1898.
- "Monuments figurés de Delphes. Les fouilles du temple d'Apollon", Bulletin de correspondance hellénique 25 (1901), p. 457-515; 26, p. 587-639.
- "L'Origine du chapiteau corinthien", Revue archéologique 2 (1916), p. 17-60.
- "L'Origine des Cariatides", Revue archéologique 2, (1917), p. 1-67.